# Wśród nocnej ciszy
Wśród nocnej ciszy – kolęda polska powstała na przełomie XVIII i XIX wieku. Po raz pierwszy została opublikowana w 1853 w dodatku do Śpiewnika kościelnego autorstwa ks. Michała Marcina Mioduszewskiego, który przeznaczył ją do śpiewów mszalnych. Znana była już powszechnie na początku XIX wieku. Śpiewana była zazwyczaj zaraz po rozpoczynającej ją kolędzie Pienia Aniołów brzmią.
W XIX wieku kolęda wielokrotnie była przerabiana, a na jej melodię śpiewano pieśni patriotyczne.

## Zapis nutowy
Źródło: Najstarsze polskie kolędy z nutami. 1940, s. 9. OCLC 9802456173.